# 澤麻美
澤 麻美（さわ あさみ）は、元テレビ朝日気象ディレクターで、オフィス気象キャスター所属の、日本の気象予報士。

## 来歴
千葉県出身。立正大学文学部英米文学科を卒業した。平成23年度の「宝くじ幸運の女神」となる。
制作会社での勤務や旅行本の執筆アシスタントの経験を経て、気象キャスターに転身した。ラジオ出演や、⺠間気象会社での放送局向け原稿執筆業務に従事した。
2019年4月からは福岡市に拠点を移し、2022年3月までテレビ西日本の気象キャスターを担当した。2022年4月より1年間は、テレビ朝日で担当する。

## 出演
- DayDay.（2023年4月6日 - 、お天気キャスター）
  - 木 - 金曜担当（2023年4月6日 - 2024年12月27日）
  - 月 - 金曜担当（2025年1月6日 - ）
- ウェ－クアップ（2023年4月1日 - 、隔週お天気キャスター）